# IC 4826
IC 4826 је спирална галаксија у сазвјежђу Паун која се налази на листи објеката дубоког неба у Индекс каталогу.
Деклинација објекта је - 57° 12' 9" а ректасцензија 19h 12m 21,3s. Привидна величина (магнитуда) објекта IC 4826 износи 13,7 а фотографска магнитуда 14,5. IC 4826 је још познат и под ознакама ESO 184-27, PGC 62897.